# Barbus amatolicus
Barbus amatolicus is een  straalvinnige vissensoort uit de familie van eigenlijke karpers (Cyprinidae). De wetenschappelijke naam van de soort is voor het eerst geldig gepubliceerd in 1990 door Skelton. De soort is endemisch in de Oost-Kaapprovincie van Zuid-Afrika en komt met name in de Grote Keirivier voor.
De soort staat op de Rode Lijst van de IUCN als Kwetsbaar, beoordelingsjaar 2007.